# Basketball-Ozeanienmeisterschaft der Damen 1978
Die Basketball-Ozeanienmeisterschaft der Damen 1978, die zweite Basketball-Ozeanienmeisterschaft der Damen, fand zwischen dem 28. und 30. Juli 1978 in Auckland, Dunedin sowie Wellington, Neuseeland statt, das zum ersten Mal die Meisterschaft ausrichtete. Gewinner war die Nationalmannschaft Australiens, die zum zweiten Mal den Titel erringen konnte. In der Serie konnte der Gastgeber mit 3:0 Siegen geschlagen werden. 

## Teilnehmende Mannschaften
Australien

 Neuseeland

## Modus
Gespielt wurde in Form einer Best-of-Three Serie. Die Mannschaft, die zuerst zwei Siege erringen konnte, wurde Basketball-Ozeanienmeister der Damen 1978.

## Ergebnisse
| 28. Juli 1978 |                                        | Australien | 68 – 37 | Neuseeland |  |
| 28. Juli 1978 | Punkte pro Halbzeit: 34 : 14, 34 : 23. |            |         |            |  |
| 28. Juli 1978 |                                        |            |         |            |  |
| 28. Juli 1978 |                                        |            |         |            |  |

| 29. Juli 1978 |                                        | Australien | 63 – 33 | Neuseeland |  |
| 29. Juli 1978 | Punkte pro Halbzeit: 27 : 14, 36 : 19. |            |         |            |  |
| 29. Juli 1978 |                                        |            |         |            |  |
| 29. Juli 1978 |                                        |            |         |            |  |

| 30. Juli 1978 |                                        | Australien | 89 – 32 | Neuseeland |  |
| 30. Juli 1978 | Punkte pro Halbzeit: 36 : 14, 53 : 18. |            |         |            |  |
| 30. Juli 1978 |                                        |            |         |            |  |
| 30. Juli 1978 |                                        |            |         |            |  |

| Australien           |
| Meister Australien   |
| Zweite Meisterschaft |

## Abschlussplatzierung
| Rang | Mannschaft |
| ---- | ---------- |
| 1    | Australien |
| 2    | Neuseeland |

Australien qualifizierte sich durch den 3:0-Erfolg für die Olympischen Sommerspiele 1980 in Moskau, Sowjetunion.